# Radiofrekvens
 Ikke at forveksle med Højfrekvens (3 MHz - 30 MHz).
Radiofrekvens eller højfrekvens (RF, HF) er enhver elektromagnetisk bølge med en frekvens, som ligger i intervallet 3 kHz til 300 GHz, som omfatter de frekvenser som anvendes til radiokommunikationssignaler eller radarsignaler.
Radiofrekvenser refererer sædvanligvis til elektriske oscillationer frem for mekaniske oscillationer. Mekaniske radiofrekvens systemer findes dog (se mekanisk filter og RF MEMS).
Selvom radiofrekvens er en benævnelse for oscillationshastighed, bliver termen "radiofrekvens" eller dens forkortelse "RF" anvendt som en synonym for radio – fx, til at beskrive anvendelsen af trådløs kommunikation, i modsætning til kommunikation via elektriske kabler. Fx:
- Radiofrekvensidentifikation
- ISO/IEC 14443-2 Radio frequency power and signal interface[2]

## RF-strømmes egenskaber
Elektriske strømme, som oscillerer ved radiofrekvenser, har specielle egenskaber som ikke er fælles med jævnstrøm eller lavere frekvensers vekselstrøm:
- En RF-strøms energi kan stråle fra en leder og ud i rummet eller atmosfæren som elektromagnetiske bølger (radiobølger); dette er grundlaget for radioteknologi. (de lavere frekvenser kan også udstråle, men det kræver meget lange ledere, som sjældent forekommer på planeten jorden)
- RF-strømme trænger ikke dybt ind i elektriske ledere, men løber tæt langs ledernes overflader; denne effekt kaldes strømfortrængning. (konsekvensen er at hule ledere er stort set ligeså effektive til at lede som massive ledere)
- RF-strømme som løber gennem kroppen er skadelige, men ofte giver de ikke en smertefuld følelse af elektrisk stød, som lavere frekvenser giver.[3][4] Dette er fordi at strømmen veksler retning for hurtig til at udløse en biologisk depolarisation af nervemembranerne. RF-strømme kan give alvorlige overfladiske forbrændinger kaldet RF-forbrænding. (Ét sted er RF-forbrænding en god ting; ved den medicinske proces RF-ablation)
- RF-strømme kan let ionisere luft og skabe en ledende sti gennem denne (fx lyn). Denne egenskab bliver udnyttet af "højfrekvens" apparater som anvendes indenfor elektrisk lysbuesvejsning, som anvender strømme med højere frekvenser end elnettets.
- Andre egenskaber er muligheden for at se ud som at strømme gennem et isolerende materiale, som fx en kapacitors dielektriske isolator. Grunden til denne effekt er, at kapacitiv reaktans i et kredsløbs falder (for fastholdt kapacitans) med frekvensen.
- I modsætning til ovenstående, kan RF-strømme blive blokeret af en opspoling af en leder - faktisk kan en simpel vinding, bøjning eller bare en ret leder være nok for høje nok frekvenser. Grunden til denne effekt er den induktive reaktans af en elektrisk spole stiger med frekvensen.
- Når RF-strømme leder af almindelige elektriske kabler, har RF-strømme en tendens til at reflektere fra ohmske diskontinuiteter i kablet såsom stik og stikovergange - og ledes tilbage nedad kablet til kilden, hvilket typisk giver stående bølger, som normalt er uønskede. Derfor formidles RF-strømme af specielle kabler kaldet transmissionslinjer.

## Radiokommunikation
For at modtage radiosignaler anvendes en radioantenne. Men da en radioantenne vil "opsamle" tusinder af radiosignaler på en gang, er en (selektiv) radiomodtager nødvendig for at tune ind på en ønsket frekvens; mere præcist en ønsket radiokanal.
I en radiomodtager "plukkes" det ønskede frekvensinterval i princippet ud ved at dæmpe alle andre frekvenser via en resonator. I sin simpleste form kan en resonator udgøres af en kapacitor og en elektrisk spole som danner et LC-kredsløb. Resonatoren dæmper alle andre oscillationer udenfor det ønskede frekvensinterval - og "resten" det ønskede frekvensinterval er nu tilbage. En anden metode at "plukke" et ønsket frekvensinterval ud er ved at digitalisere radiosignalet (diskretisering og kvantisering). Herefter kan det ønsket frekvensinterval hentes ud via matematiske beregninger (digital signalbehandling). Det er dét, der sker i softwaredefineret radio.
Afstanden hvormed radiokommunikation er anvendelig afhænger meget af andre ting end bølgelængden, såsom sendereffekt, modtagerkvalitet, type, størrelse og højden af antenne over terræn og over havoverfladen, transmissionstype, støj og interferenssignaler. Jordbølger, troposfærisk scatter og himmelbølger kan alle opnå større afstande end line-of-sight radioudbredelse. Studiet af radioudbredelse tillader estimering af anvendelige afstande for en given situation og tid på dagen.

## Frekvens
| ITU frekvensinterval. Lav grænse ikke med. Høj grænse med. | ITU bølgelængdeinterval i vakuum. Høj grænse ikke med. Lav grænse med. | International engelsk ITU frekvensbenævnelse | International ITU frekvensforkortelse | ITU bånd | Danske frekvensbenævnelser | Danske bølgelængdebenævnelser i vakuum |
| ---------------------------------------------------------- | ---------------------------------------------------------------------- | -------------------------------------------- | ------------------------------------- | -------- | -------------------------- | -------------------------------------- |
| 3–30 kHz                                                   | 100–10 km                                                              | Very low frequency                           | VLF                                   | 4        |                            | Myriameterbølger                       |
| 30–300 kHz                                                 | 10–1 km                                                                | Low frequency                                | LF                                    | 5        | Lavfrekvens                | Kilometerbølger Langbølger             |
| 300 kHz – 3 MHz                                            | 1 km – 100 m                                                           | Medium frequency                             | MF                                    | 6        | Mellemfrekvens             | Hectometerbølger Mellembølger          |
| 3–30 MHz                                                   | 100–10 m                                                               | High frequency                               | HF                                    | 7        | Højfrekvens                | Decameterbølger Kortbølger             |
| 30–300 MHz                                                 | 10–1 m                                                                 | Very high frequency                          | VHF                                   | 8        |                            | Meterbølger Ultrakorte bølger          |
| 300 MHz – 3 GHz                                            | 1 m – 10 cm                                                            | Ultra high frequency                         | UHF                                   | 9        |                            | Decimeterbølger (mikrobølger)          |
| 3–30 GHz                                                   | 10–1 cm                                                                | Super high frequency                         | SHF                                   | 10       |                            | Centimeterbølger (mikrobølger)         |
| 30–300 GHz                                                 | 1 cm – 1 mm                                                            | Extremely high frequency                     | EHF                                   | 11       |                            | Millimeterbølger (mikrobølger)         |
| 300–3000 GHz                                               | 1 mm – 0,1 mm                                                          | Tremendously high frequency                  | THF (kilde ikke ITU)                  | 12       |                            | Decimillimeterbølger T-bølger          |